# Thomas T. Kristensen
Thomas Thiesson "TK" Kristensen (født 17. januar 2002) er en dansk fodboldspiller, der spiller for italienske Udinese Calcio, hvortil han kom fra AGF i sensommeren 2023. 
Han er forsvarsspiller og bror til Kasper T. Kristensen, der er målmand og tidligere også spillede i AGF.

## Karriere
Kristensen spillede i Galten FS og kom som 11-årig til AGF. Her spillede han gennem alle ungdomsårene, bortset fra en enkelt sæson i Vejle B, mens han var på idrætsefterskole.

### AGF
Kristensen fik sin første seniorkontrakt i foråret 2021 med AGF. Den gjorde ham til en del af førsteholdstruppen fra sommeren samme år, efter at han havde afsluttet sin ungdomsuddannelse. Kontrakten løber frem til sommeren 2024.
Han debuterede for AGF i Superligaen 16. maj 2021, da han kom ind i overtiden i en kamp mod FC Nordsjælland. Ugen efter spillede han fuld tid i kampen mod FC Midtjylland, en kamp AGF i øvrigt tabte stort.
Han modtog Martin Jørgensens Talentpris, en hæderspris i AGF, i juni samme år.
Thomas Kristensen fik efterhånden mere og mere spilletid, og han scorede sit første mål i Superligaen i en 1-1-kamp mod FC Nordsjælland i oktober 2022. Men da tyske Yann Bisseck kom til klubben, kom han foran TK i kampen om pladserne i midtforsvaret, og samtidig blev TK ramt af en skade i foråret 2023. Men salget af Bisseck i sommeren 2023 åbnede for, at TK kunne få en fast plads i forsvaret igen, og han spillede da også de første kampe i 2023-2024-sæsonen.

### Udinese
Kort inden transfervinduet lukkede i sommeren 2023 viste italienske Udinese Calcio så stor interesse for Kristensen, at AGF ikke ville stå i vejen for et skift, og salget blev offentliggjort 1. september 2023 som et rekordsalg for AGF (efter at Bisseck-salget kort forinden havde sat denne rekord for klubben). Kristensen fik en femårig kontrakt med Udinese.

## Landshold
TK har spillet enkelte kampe på danske ungdomslandshold. Han debuterede for U/18-landsholdet 26. februar 2020 i en kamp mod Spanien U/18, hvor han spillede hele kampen. Senere samme år spillede han også et par kampe på U/19-landsholdet.